# Lars Gerson
Lars Christian Krogh Gerson (ur. 5 lutego 1990 w Luksemburgu) – luksemburski piłkarz pochodzenia norweskiego występujący na pozycji pomocnika. Zawodnik klubu IFK Norrköping.

## Kariera klubowa
Gerson seniorską karierę rozpoczynał w 2008 roku w norweskim zespole Kongsvinger IL z Adeccoligaen. W 2009 roku awansował z nim do Tippeligaen. W tych rozgrywkach zadebiutował 28 marca 2010 roku w przegranym 0:1 pojedynku z Tromsø IL. 17 października 2010 roku w zremisowanym 3:3 spotkaniu z IK Start strzelił pierwszego gola w Tippeligaen. W tym samym roku spadł z zespołem do Adeccoligaen.
W 2012 roku Gerson odszedł do szwedzkiego IFK Norrköping. W Allsvenskan zadebiutował 2 kwietnia 2012 roku w wygranym 1:0 pojedynku z Helsingborgiem. W 2015 przeszedł do GIF Sundsvall. Jego barwy reprezentował do 2017, po czym wrócił do IFK Norrköping.

## Kariera reprezentacyjna
W reprezentacji Luksemburga Gerson zadebiutował 26 marca 2008 roku w przegranym 0:2 towarzyskim meczu z Walią. 29 marca 2011 roku w przegranym 1:3 pojedynku eliminacji Mistrzostw Europy 2012 z Rumunią strzelił pierwszego gola w drużynie narodowej.